# Spoorlijn Sønderborg - Tinglev
De spoorlijn Sønderborg - Tinglev (Deens: Sønderborgbanen) is een lokaalspoorlijn tussen Sønderborg en Tinglev van het schiereiland Jutland in Denemarken.

## Geschiedenis
De lijn is aangelegd in de tijd dat Zuid-Jutland tot Pruisen behoorde. De eerste plannen voor een spoorlijn in Zuid-Jutland dateren uit 1844, toen de Holsteinische Eisenbahngesellschaft een spoorlijn van Flensburg via Tønder naar Højer wilde aanleggen. Tot uitvoering van deze plannen kwam het niet direct. In 1901 werd de lijn, alsmede de zijlijn Tørsbøl - Padborg, die in Tørsbøl aansloot op de lijn tussen Tinglev en Sønderborg door de Holsteinische Eisenbahngesellschaft geopend. In 1920 werd Zuid-Jutland na een referendum weer Deens waarna de spoorlijn werd overgedragen aan de Danske Statsbaner.

## Huidige toestand
Van de tussenstations aan deze lijn zijn anno 2008 alleen Kliplev (in 1997 gereduceerd tot halte) en Gråsten nog open.
In september 1997 werd de lijn geëlektrificeerd, waarna de intercitytreinen tussen Kopenhagen en Sønderborg doorgaand met het elektrische materieel IR 4 werden gereden. Deze treinen rijden in een tweeuursdienst. In plannen uit 2007 wordt gesproken over het verdubbelen van het spoor tussen Tinglev en Sønderborg en het verhogen van de treinfrequentie. Tussen Sønderborg en Tønder is een nieuwe verbinding met een uurdienst gepland.